# Джерри, Кристофер
Кристофер Джерри (англ. Christopher Gerry; род. 28 января 1998, Виктория) — сейшельский шоссейный и трековый велогонщик.

## Карьера
В 2017 году занял третье место на чемпионате Африки по трековому велоспорту в командной гонке преследования вместе с Ксерксом Ларю и Марио Эрнестом. В том же году принял участие в чемпионате Африки по шоссейному велоспорту и Франкофонских играх.
Весной 2018 года принял участие в Играх Содружества, проходивших в Голд-Косте (Австралия). На них сначала стартовал в индивидуальной гонке, заняв 44-е и отстав от победителя белее чем на 11 минут. А затем в групповой гонке, но не смог финишировать.
В 2018 и 2019 годах ещё дважды участвовал в чемпионате Африки по шоссейному велоспорту.

## Достижения

### Шоссе
2016
Regatta Cycling Race
2017
Seychelles Road Race
2-й этап Labour Tour
Two Stage Road Race
2018
Mid-Year Tour

### Трек
2017
 Чемпионат Африки — командная гонка преследования (с Ксеркс Ларю и Марио Эрнеста)